# Eva Lind
Eva Lind (Innsbruck, 14 giugno 1966) è un soprano austriaco.

## Biografia
Al Wiener Staatsoper esordisce nel 1984 come Eine Modistin in Der Rosenkavalier con Gundula Janowitz e nel 1985 è Giannetta ne L'elisir d'amore con Alida Ferrarini ed Ingvar Wixell e Siébel in Faust con Ruggero Raimondi.
Con il suo debutto alla Wiener Staatsoper come Regina della Notte nel Flauto magico di Mozart con Kurt Moll e Lucia Popp ed a Basilea come Lucia nella Lucia di Lammermoor, l'allora diciannovenne Eva Lind ha iniziato una carriera internazionale che l'ha vista nel ruolo di frequente ospite nei grandi teatri lirici e nelle più importanti sale per concerti:

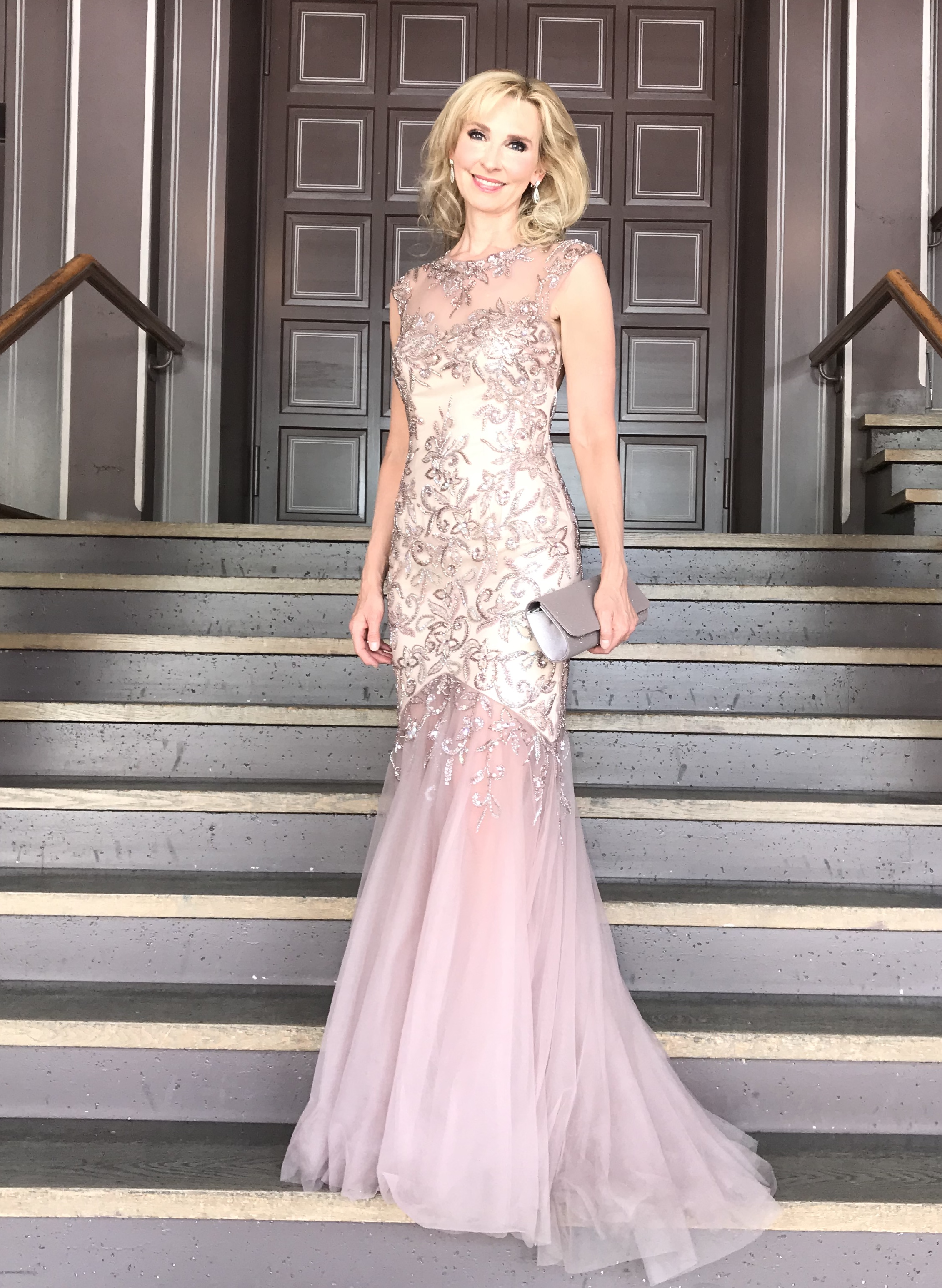
Eva Lind al festival di Bayreuth, 2019

Milano (Teatro alla Scala), Bologna (Teatro Comunale), Catania (Teatro Massimo Bellini), Londra (Royal Albert Hall, Royal Festival Hall), New York (Carnegie Hall), Washington (National Gallery of Arts), Parigi (Théâtre des Champs-Élysées), Berlino (Staatsoper Unter den Linden, Deutsche Oper, Philharmonie), Monaco di Baviera (Bayerische Staatsoper, Herkulessaal, Philharmonie am Gasteig, Cuvilliéstheater), Amburgo (Staatsoper, Musikhalle), Vienna (Staatsoper, Volksoper, Musikverein, Konzerthaus), Zurigo (Opera House, Tonhalle), Madrid (Teatro de la Zarzuela),
Siviglia (Teatro de la Maestranza), Stoccolma (Royal Opera House), Tel Aviv (Mann Auditorium), Buenos Aires (Teatro Colón), Tokyo (Suntory Hall, Tokyo Opera City), Shanghai (Opera House) e molte altre città.
Il fulcro della sua attività è offerto dal teatro lirico, sul cui palcoscenico ha saputo impersonare e interpretare innumerevoli ruoli del suo repertorio. Per esempio, Gilda (Rigoletto), Violetta (La traviata), Amina (La sonnambula), Nannetta (Falstaff), Euridice (Orfeo ed Euridice), Lucia (Lucia di Lammermoor), Adina (L'elisir d'amore), Konstanze (Il ratto dal serraglio), Sophie (Il cavaliere della rosa), Rosalinde (Il pipistrello), Marie (La Fille du Régiment), Ophélie (Hamlet), Giulietta (Romeo e Giulietta), Micaela (Carmen). Inoltre, Eva Lind è una richiesta concertista e cantante liederistica.
Il repertorio che riguarda i Lieder annovera le opere di Mozart, Schubert, Brahms, Wolf, Mahler, Strauss, Schumann, Mendelssohn, Berg, Fauré, Debussy, Satie, Verdi, Donizetti e Bellini.
Eva Lind è stata ospite dei più importanti festival del settore: Arena di Verona, Salzburger Festspiele, Schleswig-Holstein Musikfestival, Glyndebourne Festival Opera, Festwochen der Alten Musik Innsbruck, Schubertiade Feldkirch.
Eva Lind ha cantato con colleghi come Plácido Domingo, Luciano Pavarotti, José Carreras, Alfredo Kraus, e con direttori come Riccardo Muti, Claudio Abbado, Sir Georg Solti, Lord Yehudi Menuhin, Sir Neville Marriner, Sir André Previn, Sir Colin Davis, Seiji Ozawa oppure Kurt Masur.
È disponibile la completa discografia dell'artista: accanto alle registrazioni di opere complete (La sonnambula, I racconti di Hoffmann, Il franco cacciatore e molte altre), sono presenti anche le produzioni discografiche di duetti (per esempio con José Carreras, Francisco Araiza e Plácido Domingo)
, nonché registrazioni da solista (Coloratura Arias,
Stille Nacht, Sentimento).
In 2007 Eva Lind ha debuttato nella Carnegie Hall a New York
 - e nel dicembre 2008 a Washington
nella National Gallery of Arts.
Nel corso del 2009 partecipava insieme a René Kollo ad un concerto a Dubai nel Burj al Arab e nell'ottobre dello stesso anno cantava un concerto di gala per la Principessa Carolina di Monaco.
Nel gennaio 2010 seguiva una tournée giapponese (Tokyo, Osaka, Yokohama etc.) con Corso Wien (orchestra da
camera dei Wiener Philharmoniker).
Dal febbraio al marzo 2010 partecipava a Flames of Classic a Francoforte sul Meno (Alte Oper), Berlino
(Tempodrom), Stoccarda (Liederhalle) , Düsseldorf (Tonhalle) e Dresda (Kulturpalast).
Accanto a Leo Nucci ha cantato il ruolo di Gilda nell'opera "Rigoletto" il 6 e 9 luglio 2010 al Classic Open Air Festival di Soletta (Svizzera).
Accompagnata dall'Orchestra Sinfonica di Berlino Eva Lind ha fatto un tournée in Cina (Pechino, Shanghai, Qingdao, Dalian, Hangzhou, Souzhou, Changsha, Meizhou) dal 27 dicembre 2010 al 6 gennaio 2011.
In 2012 debutto il ruolo die Nedda (Pagliacci) al Festival di Schlossfestspiele Schwerin.
In marzo/aprile 2014 tiene concerti in Cina con la pianista Cinese Xin Sui.

## Discografia
Solo:
- Frühlingsstimmen– Wiener Volksopernorchester, Franz Bauer-Theussl (Philips, 1986)
- Coloratura Arias – Münchner Rundfunkorchester, Heinz Wallberg (Philips, 1988)
- Operatic Duets (con Francisco Araiza), Tonhalle-Orchester Zürich, Ralf Weikert (Philips, 1990)
- Ich bin verliebt – Accademia di Montegridolfo, Gustav Kuhn (BMG, 1996)
- My Romance (con José Carreras), The London Musicians Orchestra, David Giménez Carreras (Erato, 1997)
- Lieder, die zu Herzen geh'n – Deutsches Filmorchester Babelsberg, Erich Becht (Koch Classics, 2000)
- Sentimento – Philharmonic Orchestra München, Herrmann Weindorf (Koch Universal, 2001)
- Wunder gescheh'n – Münchner Philharmoniker, Herrmann Weindorf (Koch Universal, 2003)
- Ich will leben – Kölner Symphonisches Orchester, Erich Becht (Hänssler Classic, 2005)
  -     - Tanzen möch't Ich (Tschardasch_Furstin, ака Gipsy Prinzess, aka "Королева 'бензоколонки'") (Зыкина, "На побывку едет" (целовать нельзя), Gonorhoe).,

- Mozart rennt – Das Rennquintett (Bayer Records, 2006)
- Die große Operettengala (con Plácido Domingo, José Carreras, Thomas Hampson: Budapester Philharmonie, Marcello Viotti; (Sony Classical, 2007)
- Stille Nacht – Kölner Symphonisches Orchester, Erich Becht (Sony BMG 2006)
- Magic Moments (con Tobey Wilson), Philharmonic Orchestra München, Herrmann Weindorf (Seven Days Music, 2008)
- Eva Lind – Ihre grössten Erfolge aus Straße der Lieder (Koch Universal, 2008)
- Bijoux (Solo Musica, 2014)
- Regenbogenfarben (ABAKUS Musik, 2015)
- Die Symphonie des Lebens (NAXOS, 2018)
- Weihnachtslieder Klassik (NOVA, 2019)

Opera
- Les Contes d'Hoffmann (Olympia) Staatskapelle Dresden, Jeffrey Tate
- Der Freischütz (Ännchen) Staatskapelle Dresden, Sir Colin Davis
- La Finta Semplice (Ninetta) Kammerorchester Ch.P.E.Bach, Peter Schreier
- Die Fledermaus (Adele) Münchner Rundfunkorchester, Plácido Domingo con Lucia Popp/Agnes Baltsa/Peter Seiffert/Placido Domingo (1986, EMI)
- Hänsel und Gretel (Taumännchen) Bayerisches Rundfunk-Sinfonieorchester, Jeffrey Tate
- Die Zauberflöte (Papagena) Academy of St.Martin in the Fields, Sir Neville Marriner
- Die Frau ohne Schatten (Hüter der Schwelle) Wiener Philharmoniker, Sir Georg Solti
- Ariadne auf Naxos (Najade) Gewandhausorchester Leipzig, Kurt Masur

Sinfonia, Oratorio
- Ein Sommernachtstraum (Mendelssohn-Bartholdi) Wiener Philharmoniker, Sir André Previn
- Nelsonmesse (Haydn) SWR Sinfonieorchester, Michael Gielen
- L'Apocalypse selon Saint Jean (Jean Francaix) Göttinger Symphonieorchester, Christian Simonis
- La Cetra Appesa (Azio Corghi) Orchestra Sinfonica "Arturo Toscanini", Will Humburg
- Missa est (Helmut Eder) Radio Symphonie Orchester Wien, Leopold Hager

DVDs:
- Salute to Vienna (1999) mit Gregory Peck, The Boys Choir of Harlem, Wiener Sängerknaben
- Die große Operettengala (2007) mit Plácido Domingo, José Carreras, Thomas Hampson und Andrea Rost
- Eva Lind – Ihre grossen Erfolge aus Strasse der Lieder (2008)

## Onorificenza
Europäischer Förderpreis (European Foundation for Culture - Fondation Européene de la Culture
President Committee of Patrons: H.R.H. Prince of Denmark)